# العلاقات بين روسيا وحلف شمال الأطلسي
| حلف شمال الأطلسي | روسيا الاتحادية |

حلف شمال الأطلسي
روسيا الاتحادية

تأسست العلاقات بين حلف شمال الأطلسي (الناتو) وروسيا والعلاقات بين الحلف العسكري لحلف شمال الأطلسي والاتحاد الروسي في عام 1991 في إطار مجلس الشراكة الأوروبية الأطلسية. انضمت روسيا في عام 1994 إلى برنامج الشراكة من أجل السلام، ووقع حلف شمال الأطلسي وروسيا منذ ذلك الحين عدة اتفاقيات مهمة فيما يخص التعاون بينهما. وفقًا للرئيس الروسي فلاديمير بوتين فقد طرح فكرة انضمام روسيا إلى حلف شمال الأطلسي على الرئيس بيل كلينتون في عام 2000 أثناء زيارته لموسكو، ورد عليه كلينتون بأنه «لا يمانع ذلك».
تأسس مجلس روسيا وحلف شمال الأطلسي في عام 2002 من أجل معالجة القضايا الأمنية والمشاريع المشتركة. يتطور التعاون بين روسيا وحلف شمال الأطلسي الآن في العديد من القطاعات الرئيسية، بما في ذلك: مكافحة الإرهاب، والتعاون العسكري، والتعاون في أفغانستان (بما في ذلك النقل الروسي لقوات المساعدة الدولية غير العسكرية لإرساء الأمن في أفغانستان، ومحاربة إنتاج المخدرات المحلية)، والتعاون الصناعي، ومنع انتشار الأسلحة.
قرر حلف شمال الأطلسي بالإجماع في 1 أبريل من عام 2014 تعليق التعاون مع الاتحاد الروسي، استجابة للأزمة الأوكرانية. أعلن وزير الخارجية الاتحاد الروسي سيرغي لافروف تأييده لاستئناف التعاون العسكري مع حلف شمال الأطلسي في 18 فبراير من عام 2017. اجتمع المجلس تمهيدًا لمؤتمر وزراء خارجية حلف شمال الأطلسي في بروكسل، بلجيكا في أواخر مارس من عام 2017.

## التعاون في مرحلة ما بعد الحرب الباردة

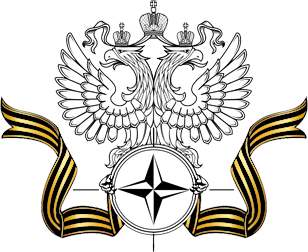
شعار البعثة الدائمة لروسيا الاتحادية في حلف الناتو

بدأ حلف شمال الأطلسي والاتحاد السوفيتي (روسيا الآن) في إجراء محادثات على عدة مستويات بعد سقوط جدار برلين في ألمانيا، بما في ذلك الضغط المستمر فيما يتعلق بمعاهدات الحد من التسلح مثل اتفاقية القوات المسلحة التقليدية في أوروبا. زار وزير الخارجية السوفيتي شيفاردنادزه مقر حلف شمال الأطلسي لأول مرة في 19 ديسمبر من عام 1989، وتلا ذلك بدء محادثات غير رسمية في عام 1990 بين حلف شمال الأطلسي وقادة السوفييت العسكريين. زار الأمين العام لحلف شمال الأطلسي مانفريد ورنر مدينة موسكو في يوليو من عام 1990، بهدف مناقشة التعاون المستقبلي، الذي كان الأول من نوعه ضمن العلاقات بين حلف شمال الأطلسي وروسيا.
بدأت الاتصالات والتعاون بشكل رسمي بين روسيا وحلف شمال الأطلسي في عام 1991، في إطار مجلس التعاون شمال الأطلسي (الذي أُعيدت تسميته لاحقًا ليصبح مجلس الشراكة الأوروبية الأطلسية)، وترسخت أكثر مع انضمام روسيا إلى برنامج الشراكة من أجل السلام في 22 يونيو من عام 1994.
وقعت فرنسا وحلف شمال الأطلسي وروسيا على القانون التأسيسي للعلاقات المشتركة والتعاون والأمن في 27 مايو من عام 1997 خلال اجتماع قمة حلف شمال الأطلسي في باريس، الأمر الذي شكل خارطة طريق التعاون بين حلف شمال الأطلسي وروسيا. صرحت الأطراف المشاركة في القمة بأنها لا تعتبر بعضها البعض خصومًا، وبأنها «ستؤسس معًا سلامًا دائمًا وشاملًا في المنطقة الأوروبية الأطلسية على مبادئ الديمقراطية والأمن التعاوني، معتمدين في ذلك على الالتزام الدائم بأعلى مستوى سياسي».
تواصل حلف شمال الأطلسي مع روسيا في ديسمبر من عام 2009 من أجل الحصول على المساعدة في قضية أفغانستان، وطلب الإذن للتحالف لنقل البضائع (بما في ذلك ربما العسكرية) فوق الأراضي الروسية لإيصالها إلى أفغانستان، وتوفير المزيد من طائرات الهليكوبتر للقوات المسلحة الأفغانية. رفضت روسيا حتى اليوم هذه الطلبات، على الرغم من أنها استمرت في السماح بمرور الإمدادات غير العسكرية عبر أراضيها.
شارك حلف شمال الأطلسي وروسيا في أول مناورة عسكرية مشتركة بينهما في 6 يونيو من عام 2011، أطلق عليها اسم «فيجيلينت سكايز 2011». تُعتبر هذه العملية المشروع العسكري المشترك الثاني فقط بين حلف شمال الأطلسي وروسيا منذ الحرب الباردة، إذ ضم التدريب العسكري الأول المشترك بينهما غواصة وبدأ في 30 مايو من عام 2011.
ظهرت بعض الاحتجاجات في روسيا نتيجة انضمام بلادهم لحلف شمال الأطلسي في أبريل من عام 2012، وتتكون مجموعات المحتجين في الغالب من الجماعات القومية المتطرفة واليسارية الموالية.
أفادت وكالة رويترز في فبراير من عام 2014 بتجهيز روسيا وحلف شمال الأطلسي لخطط تهدف إلى حراسة سفينة الدحرجة والحاويات إم في كيب راي بشكل مشترك خلال استعمالها من أجل تفكيك الأسلحة الكيميائية السورية.

## الإيديولوجية والبروباغندا
يُزعم تورط كل من روسيا وحلف شمال الأطلسي في حرب البروباغندا، إذ يمول كلا الجانبين العديد من وسائل الإعلام التي تساعد في نشر رسالتهم. تمول روسيا بعض الهيئات الإذاعية الدولية مثل آر تي وروسيا اليوم (بما في ذلك سبوتنيك) وإيتار تاس، بالإضافة إلى العديد من شبكات الإعلام المحلية. تمول دول حلف شمال الأطلسي هيئات إذاعية دولية مثل صوت أمريكا وبي بي سي وورد سيرفيس. انتقدت وسائل الإعلام الروسية الولايات المتحدة الأمريكية بشكل خاص. قطعت روسيا البث الإذاعي لصوت أمريكا في عام 2014، بعد انتقاد هذه الهيئة الإذاعية لأفعال روسيا في أوكرانيا. سجلت الحرية الإعلامية الروسية درجات منخفضة وفق مؤشر حرية الصحافة التابع لمنظمة مراسلون بلا حدود، إذ تحدد روسيا حصص الملكية الأجنبية للمنظمات الإعلامية بما لا يزيد عن 20٪. دعت المملكة المتحدة والدنمارك وليتوانيا وإستونيا الاتحاد الأوروبي في يناير من عام 2015 إلى مواجهة البروباغندا الروسية بشكل مشترك من خلال إنشاء «منصة دائمة» للعمل مع حلف شمال الأطلسي فيما يتعلق بالاتصالات الاستراتيجية وتعزيز وسائل الإعلام المحلية الناطقة باللغة الروسية.
صرحت الممثلة السامية للاتحاد للشؤون الخارجية والسياسة الأمنية فيديريكا موغيريني في 19 يناير من عام 2015 عن نية الاتحاد الأوروبي لإنشاء هيئة إعلامية جماهيرية ناطقة باللغة الروسية تستهدف الجمهور الناطق باللغة الروسية في دول الشراكة الشرقية: أرمينيا، وأذربيجان، وبيلاروسيا، وجورجيا، ومولدوفا، وأوكرانيا، بالإضافة إلى الناطقين بالروسية في دول الاتحاد الأوروبي.
قدم فلاديمير بوتين الأوراسية و«البوتينية» كبديل لمثل الحضارة الغربية التي تتبناها العديد من دول حلف شمال الأطلسي. تجمع البوتينية بين رأسمالية الدولة والسلطوية القومية. فقد بوتين وروسيا ككل احترامهما لقيم الغرب وسلطته الأخلاقية، ما خلق «فجوة قيم» بين روسيا والغرب. روج بوتين لنظرته للقيم الروسية المحافظة، وشدد على أهمية الدين. قسمت حقوق المثليين روسيا والعديد من دول حلف شمال الأطلسي، إذ استخدمت الولايات المتحدة وبعض الدول الأوروبية قوتها الناعمة لتعزيز حماية حقوق المثليين في أوروبا الشرقية. من ناحية أخرى، وقفت روسيا في وجه حرية المثلية الجنسية وحصلت على دعم معارضي زواج المثليين.
صرح ديمتري بيسكوف المتحدث الرسمي باسم فلاديمير بوتين في مارس من عام 2016 بأن روسيا تخوض «حرب معلومات» مع «وسائل الإعلام الأنجلو ساكسونية» في المقام الأول.

## اقتراحات لانضمام روسيا لحلف شمال الأطلسي
طرحت فكرة أن تصبح روسيا عضوًا في حلف شمال الأطلسي من قبل الزعماء الغربيين والروس، وكذلك من قبل بعض الخبراء. لم تحدث مناقشات جدية حول هذا الموضوع على الإطلاق.
في عام 1990، أثناء التفاوض على إعادة توحيد ألمانيا في نهاية الحرب الباردة مع وزير الخارجية الأمريكي جيمس بيكر، قال الرئيس السوفيتي ميخائيل غورياتشوف: «تقولون إن منظمة حلف شمال الأطلسي ليست موجهة ضدنا، إنها ببساطة بنية أمنية تتكيف مع الحقائق الجديدة...ولذلك نقترح الانضمام إلى منظمة حلف شمال الأطلسي». مع ذلك، رفض بيكر هذا الاحتمال باعتباره «حلم». خلال سلسلة من المقابلات مع المخرج السينمائي أوليفر ستون، أخبره الرئيس فلاديمير بوتين بأنه طرح على الرئيس بيل كلينتون حين زار موسكو في عام 2000 فكرة انضمام روسيا إلى منظمة حلف شمال الأطلسي.
قال أندرس فوغ راسموسن، رئيس الوزراء الدنماركي السابق الذي شغل منصب الأمين العام لحلف الناتو اعتبارًا من عام 1999 وحتى 2014: «بمجرد أن تظهر روسيا أنها تدعم الديمقراطية وحقوق الإنسان، تستطيع منظمة حلف شمال الأطلسي أن تنظر بجدية في عضويتها». بحسب راسموسن، في الأيام الأولى لرئاسة بوتين أي بين عامي 2000- 2001، قدم بوتين العديد من البيانات التي اقترحت انضمام روسيا لحلف شمال الأطلسي.
أوضحت القيادة الروسية أن روسيا لم تخطط للانضمام إلى التحالف، بل تفضل إبقاء التعاون في المستوى الأدنى. في مارس من عام 2009، ذكر المبعوث الروسي لحلف شمال الأطلسي، ديمتري روغوزين، في الوقت الذي لم يستبعد فيه عضوية روسيا في حلف شمال الأطلسي في مرحلة ما من المستقبل: «إن القوى العظمى لا تنضم إلى الائتلافات، بل تنشئ ائتلافات، وروسيا تعتبر نفسها قوة عالمية».
في أوائل عام 2001، كرر الاقتراح في رسالة مفتوحة مشتركة أرسلها خبراء الدفاع الألمان. افترضوا أن روسيا كانت مطلوبة في أعقاب نشوء عالم متعدد الأقطاب لكي يتمكن حلف شمال الأطلسي من موازنة القوى الآسيوية الناشئة.

## التجارة والاقتصاد
انضمت روسيا في عام 1998 إلى مجموعة الثمانية، وهي عبارة عن منتدى يضم ثمانية دول كبيرة متقدمة، ستة منها تمتلك عضوية في حلف شمال الأطلسي. في عام 2012، انضمت روسيا إلى منظمة التجارة العالمية، وهي منظمة للحكومات الملتزمة بخفض التعريفات الجمركية وغيرها من الحواجز التجارية. أعطت هذه العلاقات الاقتصادية المتزايدة روسيا القدرة على الوصول إلى أسواق جديدة ورؤوس الأموال، فضلًا عن النفوذ السياسي في الغرب ودول أخرى. أصبحت صادرات الغاز الروسية بمثابة سلاح ضد حلف شمال الأطلسي، وبالتالي فقد عملت الولايات المتحدة وغيرها من الدول الغربية على الحد من اعتماد أوروبا على روسيا ومواردها.
يعتمد الاقتصاد الروسي اعتمادًا كبيرًا على تصدير الموارد الطبيعية مثل النفط والغاز الطبيعي، وقد استخدمت روسيا هذه الموارد لصالحها. بدءًا من منتصف القرن الواحد والعشرين، وقعت روسيا وأوكرانيا في عدة نزاعات هددت من خلالها روسيا بقطع امدادات الغاز. بما أن قدرًا كبيرًا من الغاز الروسي يصدر إلى أوروبا عبر خطوط الأنابيب التي تعبر أوكرانيا، فقد أثرت هذه النزاعات على العديد من بلدان منظمة حلف شمال الأطلسي. رغم زعم روسيا أن هذه النزاعات كانت نابعة من فشل أوكرانيا في سداد فواتيرها، فربما كانت روسيا مدفوعة أيضًا بالرغبة في معاقبة الحكومة الموالية للغرب والتي وصلت إلى السلطة بعد الثورة البرتقالية.
في حين أن الدور الجديد لروسيا في الاقتصاد العالمي أتاح لها فرصًا عديدة، فقد جعلها أيضًا عرضة للاتجاهات والضغوط الاقتصادية الخارجية. مثل العديد من الدول الأخرى، عانى الاقتصاد الروسي خلال الركود العظيم. في أعقاب أزمة القرم، فرضت عدة بلدان (بما في ذلك معظم بلدان حلف شمال الأطلسي) عقوبات على روسيا، مما أدى إلى أذية الاقتصاد الروسي عن طريق قطع الوصول إلى رأس المال. في الوقت نفسه، انخفض السعر العالمي للنفط. أدى مزيج من العقوبات الغربية وانخفاض سعر الخام في عام 2014، في وقت لاحق إلى الازمة المالية الروسية 2014- 2015.